# Erdaobaihe (köpinghuvudort i Kina, Jilin Sheng, lat 42,42, long 128,11)
Erdaobaihe är en köpinghuvudort i Kina. Den ligger i provinsen Jilin, i den nordöstra delen av landet, omkring 290 kilometer sydost om provinshuvudstaden Changchun. Antalet invånare är 4 791. Befolkningen består av 2 297 kvinnor och 2 494 män. Barn under 15 år utgör 12,0 %, vuxna 15-64 år 79 %, och äldre över 65 år 8,0 %.
Runt Erdaobaihe är det ganska glesbefolkat, med 27 invånare per kvadratkilometer. Det finns inga andra samhällen i närheten. I omgivningarna runt Erdaobaihe växer i huvudsak blandskog.
Genomsnittlig årsnederbörd är 1 148 millimeter. Den regnigaste månaden är juli, med i genomsnitt 287 mm nederbörd, och den torraste är januari, med 11 mm nederbörd.